# Émelyne Laurent
Pour les articles homonymes, voir Laurent.
Émelyne Laurent, née le 4 novembre 1998 à Fort-de-France (Martinique), est une footballeuse internationale française qui évolue au poste d'attaquante à l'AC Milan.

## Biographie

### En club
Formée au Montpellier HSC, Émelyne Laurent se révèle lors de la seconde partie de saison 2016-2017 où elle marque cinq buts en neuf matchs avec Bordeaux. 
Elle rejoint alors l'Olympique lyonnais durant l'intersaison. Dès sa première année dans le Rhône, et malgré une période compliquée, elle est sacrée championne de France et participe à un match de Ligue des champions, compétition remportée ensuite par ses partenaires.
En janvier 2019, elle est prêtée à l'En avant Guingamp. En septembre 2019 elle est à nouveau prêtée, cette fois aux Girondins de Bordeaux.

### En sélection
Avec l'équipe de France des moins de 19 ans, Émelyne Laurent termine meilleure buteuse de l'Euro U19 2017 (perdu en finale contre l'Espagne). Un an plus tard, elle participe à la Coupe du monde des moins de 20 ans où elle atteint les demi-finales.
Le 5 octobre 2018 au stade Geoffroy-Guichard, elle connaît sa première sélection en équipe de France A, sous les ordres de Corinne Diacre (victoire 2-0 contre l'Australie).
Le 2 mai 2019, elle est convoquée parmi les 23 pour disputer la Coupe du monde 2019.
Le 1er décembre 2020, au stade de la Rabine de Vannes, elle marque son premier but en sélection à la 58e minute, face au Kazakhstan. Les Bleues s’impose sur le score très large de 12-0.

## Statistiques
| Saison                | Club                         | Championnat               | Championnat | Championnat | Coupe(s) nationale(s) | Coupe(s) nationale(s) | Supercoupe | Supercoupe | Compétition(s) continentale(s) | Compétition(s) continentale(s) | Compétition(s) continentale(s) | Total | Total |
| Saison                | Club                         | Division                  | M.          | B.          | M.                    | B.                    | M.         | B.         | Comp.                          | M.                             | B.                             | M.    | B.    |
| 2015-2016             | Montpellier HSC              | Division 1                | 1           | 0           | 2                     | 0                     | -          | -          | -                              | -                              | -                              | 3     | 0     |
| Sous-total            | Sous-total                   | Sous-total                | 1           | 0           | 2                     | 0                     | -          | -          | -                              | 0                              | 0                              | 3     | 0     |
| 2016-2017             | Girondins de Bordeaux        | Division 1                | 9           | 5           | -                     | -                     | -          | -          | -                              | -                              | -                              | 9     | 5     |
| Sous-total            | Sous-total                   | Sous-total                | 9           | 5           | 0                     | 0                     | 0          | 0          | -                              | 0                              | 0                              | 9     | 5     |
| 2017-2018             | Olympique lyonnais           | Division 1                | 2           | 2           | 1                     | 1                     | -          | -          | WCL                            | 1                              | 0                              | 4     | 3     |
| 2018-2019             | Olympique lyonnais           | Division 1                | 10          | 2           | -                     | -                     | -          | -          | WCL                            | 4                              | 0                              | 14    | 2     |
| 2019-2020             | Olympique lyonnais           | Division 1                | 1           | 0           | -                     | -                     | -          | -          | WCL                            | -                              | -                              | 1     | 0     |
| 2021-2022             | Olympique lyonnais           | Division 1                | 12          | 2           | -                     | -                     | -          | -          | WCL                            | 7                              | 0                              | 19    | 2     |
| Sous-total            | Sous-total                   | Sous-total                | 25          | 6           | 1                     | 1                     | 0          | 0          | -                              | 12                             | 0                              | 38    | 7     |
| 2018-2019             | En avant Guingamp (prêt)     | Division 1                | 7           | 1           | 1                     | 0                     | -          | -          | -                              | -                              | -                              | 8     | 1     |
| Sous-total            | Sous-total                   | Sous-total                | 7           | 1           | 1                     | 0                     | 0          | 0          | -                              | 0                              | 0                              | 8     | 1     |
| 2019-2020             | Girondins de Bordeaux (prêt) | Division 1                | 10          | 1           | 2                     | 0                     | -          | -          | -                              | -                              | -                              | 12    | 1     |
| Sous-total            | Sous-total                   | Sous-total                | 10          | 1           | 2                     | 0                     | 0          | 0          | -                              | 0                              | 0                              | 12    | 1     |
| 2020-2021             | Atlético Madrid (prêt)       | Primera División Femenina | 27          | 7           | 2                     | 0                     | 1          | 0          | WCL                            | 4                              | 2                              | 34    | 9     |
| Sous-total            | Sous-total                   | Sous-total                | 27          | 7           | 2                     | 0                     | 1          | 0          | -                              | 4                              | 2                              | 34    | 9     |
| 2022-2023             | Bayern Munich                | Frauen-Bundesliga         | 15          | 0           | 3                     | 0                     | -          | -          | WCL                            | 7                              | 0                              | 25    | 0     |
| Sous-total            | Sous-total                   | Sous-total                | 15          | 0           | 3                     | 0                     | 0          | 0          | -                              | 7                              | 0                              | 25    | 0     |
| Total sur la carrière | Total sur la carrière        | Total sur la carrière     | 94          | 20          | 11                    | 1                     | 1          | 0          | -                              | 23                             | 2                              | 129   | 23    |

## Palmarès
Olympique lyonnais
- Championne de France en 2018 (1)
- Vainqueur de la Ligue des champions en 2018 et 2022 (2)

 Bayern Munich
- Championnat d'Allemagne en 2023 (1)